# Tollet
Tollet är en ort och kommun i Österrike. Den ligger i distriktet Grieskirchen i förbundslandet Oberösterreich, 190 kilometer väster om huvudstaden Wien.
Kommunen består av 18 orter (Ortschaften) (inom parentes invånarantal 1 januari 2024):

- Fürstling (0)
- Kroisbach (101)
- Lahof (100)
- Neuwies (88)
- Niederwödling (20)
- Oberwödling (101)
- Pollhamerwald (6)
- Schappenedt (11)
- Schickberg (10)
- Schickenedt (3)
- Schröttenham (15)
- Spöck (2)
- Stadlberg (12)
- Stein (9)
- Steindlberg (44)
- Tollet (191)
- Unterstetten (114)
- Winkeln (122)